# Avenida Principal de Maripérez
Avenida Principal de Maripérez, también conocida como Avenida Augusto César Sandino,  es el nombre que recibe una vía de transporte en el Municipio Libertador al oeste del Distrito Metropolitano de Caracas y al centro norte del país sudamericano de Venezuela. Recibe esa denominación por el sector Maripérez de la capital venezolana.

## Descripción
Se trata de una arteria vial que conecta el Paseo Colón en los alrededores del edificio Caracas Teleport y frente a la Sinagoga Tiféret Israel con a la Avenida Boyacá cerca del Teleférico de Caracas (o Warairarepano). En su trayecto también se conecta con la transversal 7 y 6, la Avenida Andrés Bello, la transversal 4, 3, 2 y 1, Avenida Libertador, la transversal Colón, entre otras.
Destacan en sus alrededores además de la referida Sinagoga, el Edificio Samar, el Edificio Trujillo, el Parque Arístides Rojas, la sede de Hidrocapital, y la estación principal del teleférico turístico de Caracas.

## Galería

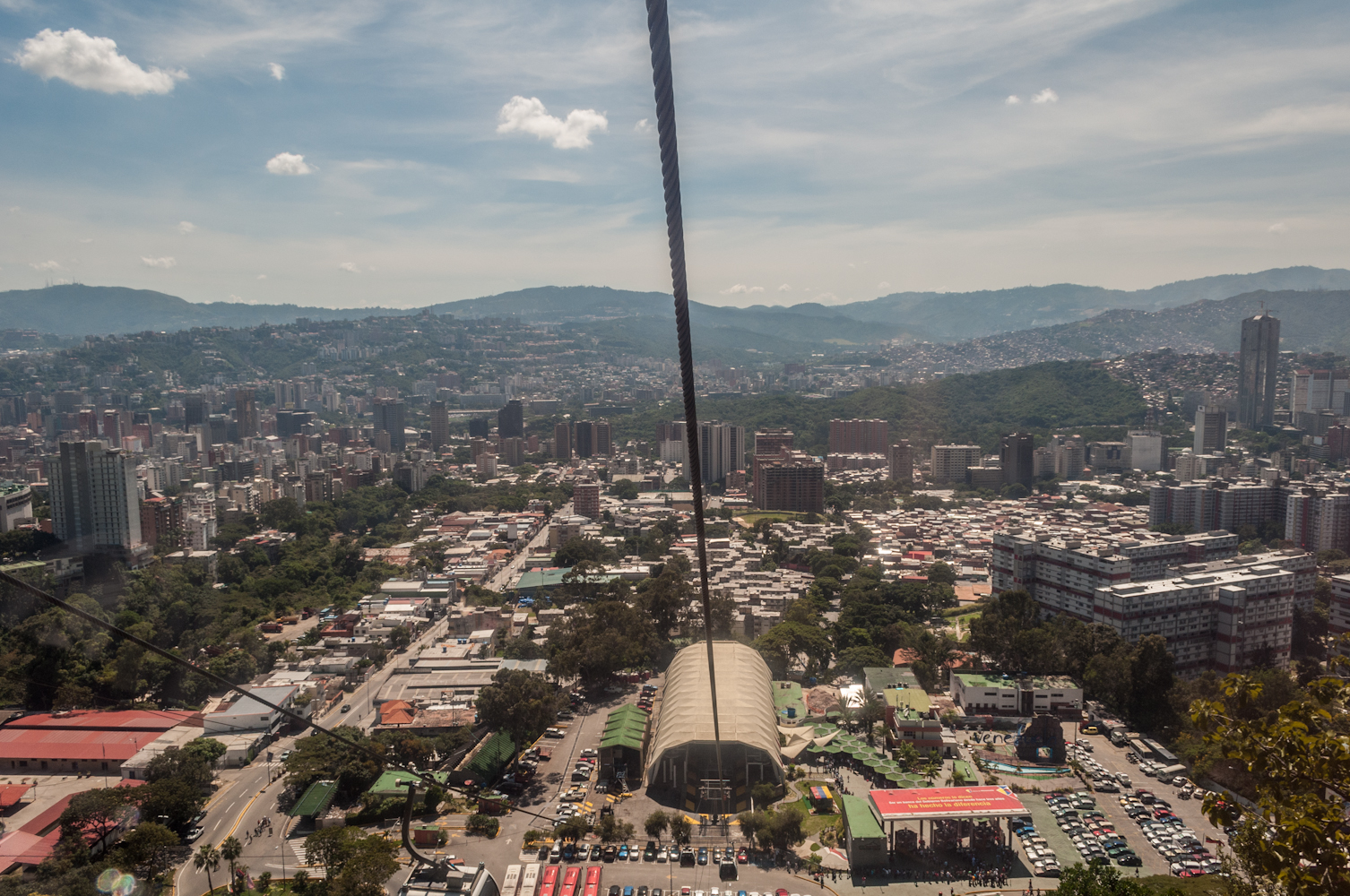
Vista de Caracas desde el Teleférico, a un lado de la avenida
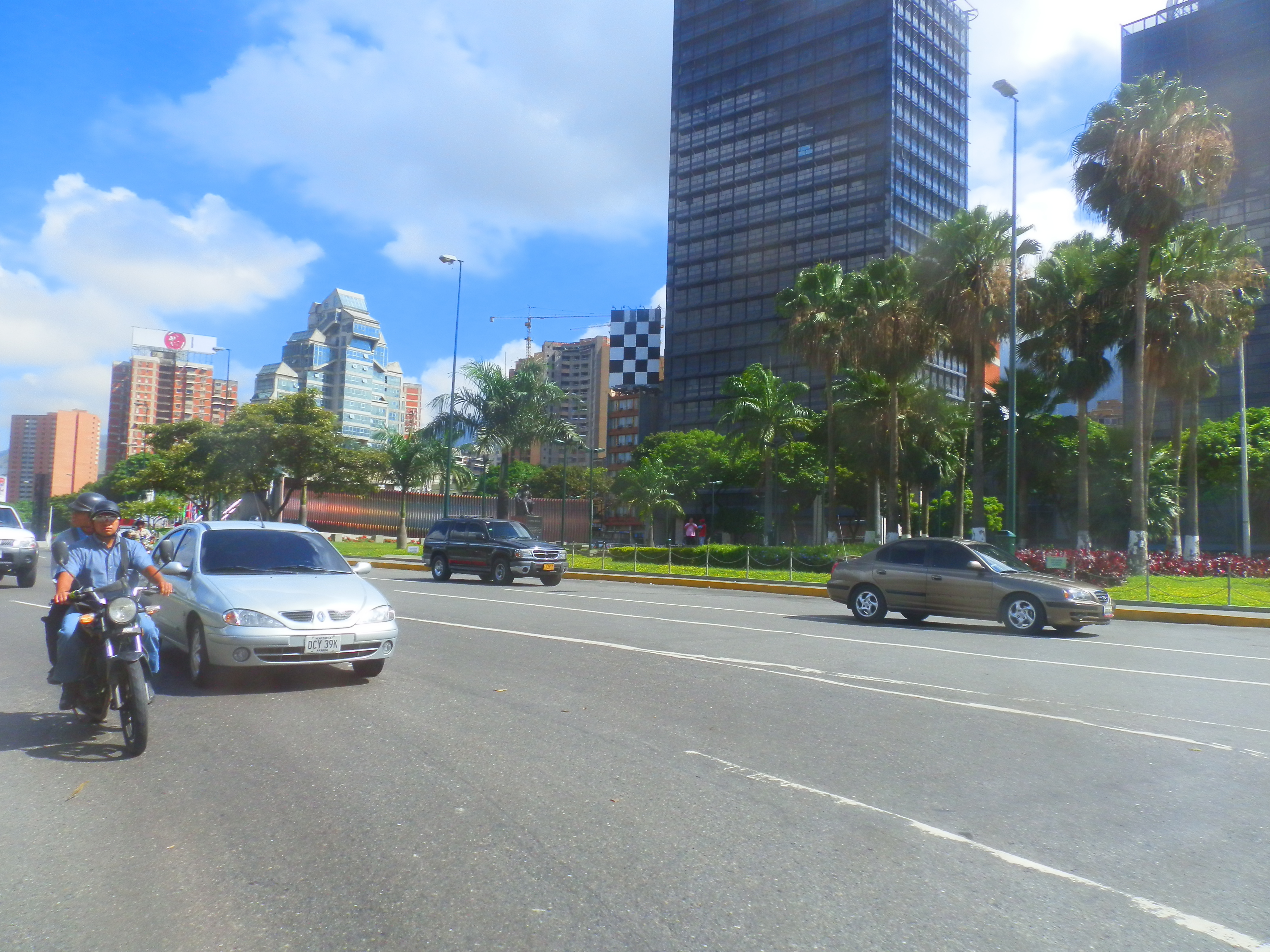
Vista al fondo del Edificio Caracas Teleport muy cerca a la Avenida
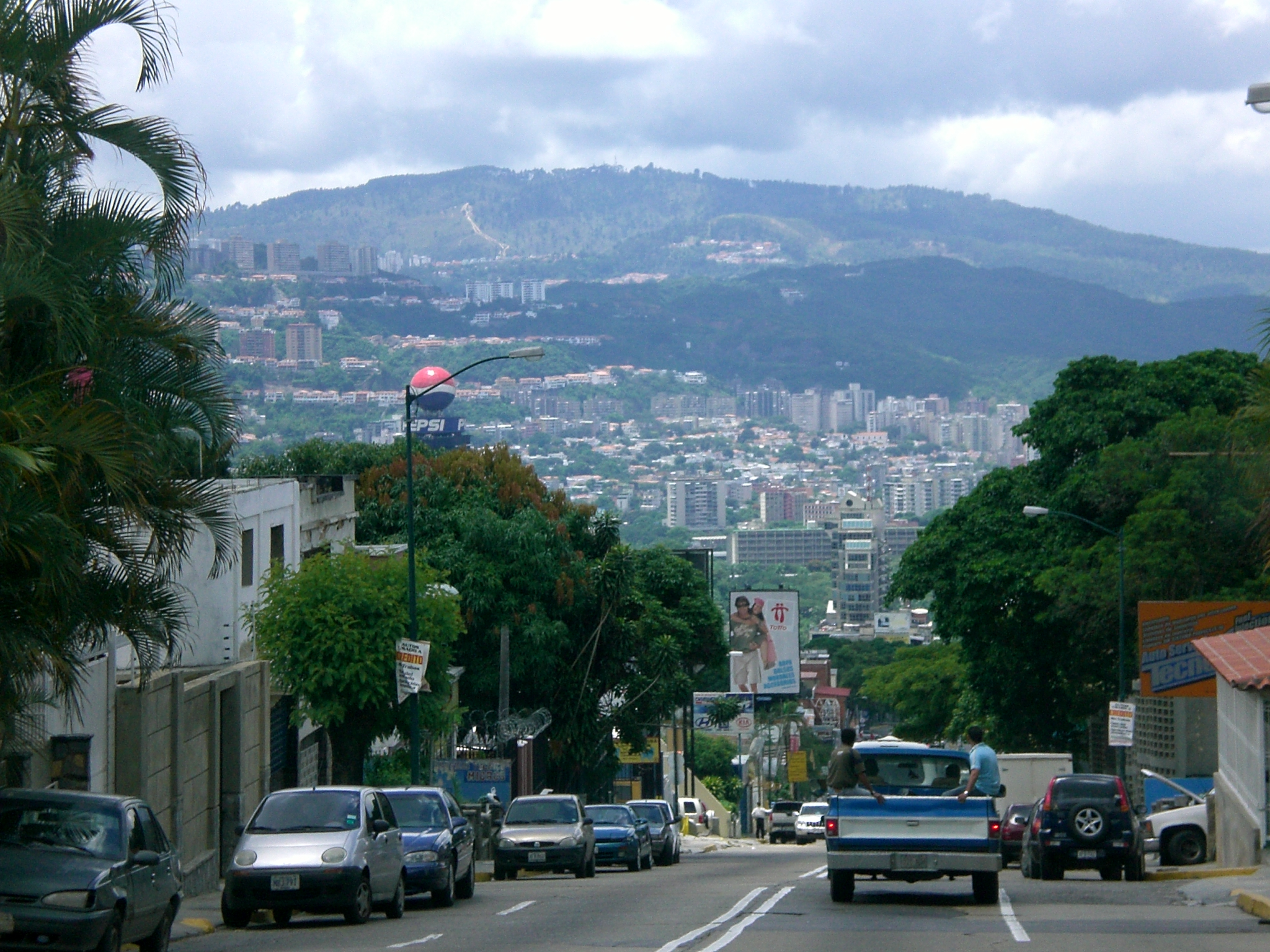
Vista desde el sector Maripérez